# Trận Tốt Động – Chúc Động
Trận Tốt Động – Chúc Động hay Trận Tụy Động là một trận đánh diễn ra từ ngày 5 đến ngày 7 tháng 11 năm 1426 giữa nghĩa quân Lam Sơn và quân đội nhà Minh. Tại đây, lực lượng Lam Sơn dưới sự chỉ huy của các tướng Lý Triện, Đinh Lễ, Nguyễn Xí đã đánh bại quân đội nhà Minh đông gấp nhiều lần do Vương Thông chỉ huy.
Bất chấp những khó khăn ban đầu kể từ khi khởi binh vào năm 1418, nghĩa quân Lam Sơn dưới trướng Lê Lợi đã dần chiếm thế chủ động, từng bước giành quyền kiểm soát một khu vực rộng lớn từ Thanh Hóa tới Thuận Hóa, dồn quân Minh vào thế phải thủ trong các thành trì. Trước tình hình trên, triều đình nhà Minh cử tướng Vương Thông đưa viện binh tới Giao Chỉ ứng cứu. Về phía nghĩa quân Lam Sơn, sau khi nhận định tinh binh đối phương đã bị kiềm chân ở Nghệ An, Lê Lợi chia quân thành 3 đạo Bắc tiến nhằm mở rộng phạm vi ảnh hưởng tại các xứ Trung châu.
Sau khi đến thành Đông Quan, Vương Thông chủ trương tiêu diệt lực lượng Lam Sơn ở vùng Trung châu trước khi tấn công vùng Thanh Nghệ. Nắm trong tay lợi thế áp đảo về mặt binh lực, Vương Thông chia quân làm hai đạo, với một đạo tiến thẳng đến doanh trại quân Lam Sơn, đạo còn lại mang theo hỏa pháo đi đường vòng, ý đồ đánh vu hồi quân Lam Sơn. Dựa trên những thông tin thu thập được từ tù binh đối phương, các tướng lĩnh Lam Sơn đã nắm bắt được kế hoạch của Vương Thông và dựa vào đó để "tương kế, tựu kế", thành công mai phục quân Minh ở Tốt Động và Chúc Động. 
Chiến thắng Tốt Động – Chúc Động là một thắng lợi mang tính bước ngoặt của nghĩa quân Lam Sơn. Tổn thất nặng nề về mặt nhân lực và khí tài khiến quân Minh suy yếu trầm trọng, không thể phát động bất kỳ cuộc phản công nào khác. Vương Thông bị đẩy vào thế bị động, chỉ còn có thể cố thủ trong thành chờ đợi viện binh từ phương Bắc. Ngoài ra, chiến thắng của nghĩa quân Lam Sơn trước quân chủ lực của người Minh cũng mang về cho họ sự ủng hộ của các xứ Trung châu, giúp Lê Lợi có thể dễ dàng huy động nguồn lực để thực hiện chiến lược "vây thành, diệt viện" và chấm dứt cuộc chiến.

## Bối cảnh

Bản đồ hành chính tỉnh Giao Chỉ thời Minh Thành Tổ

Sau khi nhà Hồ diệt vong vào năm 1407, lãnh thổ Đại Ngu bị sáp nhập vào lãnh thổ Đại Minh, trở thành tỉnh Giao Chỉ. Ngay từ buổi đầu thuộc Minh, hàng loạt các cuộc khởi nghĩa lớn nhỏ nổ ra trên khắp Giao Chỉ, nổi bật nhất là lực lượng của các vị vua nhà Hậu Trần cùng tông thất và các tướng lĩnh cũ của nhà Trần. Bất chấp sự chênh lệch buổi ban đầu, quân đội Hậu Trần bắt đầu giành chiến thắng trước quân chủ lực của Mộc Thạnh tại Bô Cô vào tháng 12 năm 1408. Tuy nhiên, những lục đục nội bộ khiến quân Hậu Trần rạn nứt, dần đánh mất thế chủ động và suy yếu, tới năm 1414 thì thất bại hoàn toàn.
Sau khi tiêu diệt chính quyền Hậu Trần, Tổng binh Trương Phụ quay sang trấn áp các phong trào chống đối khác. Năm 1417, tin lời gièm pha của hoạn quan Mã Kỳ, Minh Thành Tổ triệu Trương Phụ về nước. Tình hình an ninh ở Giao Chỉ lúc bấy giờ tuy ổn định hơn trước, song vẫn tồn tại nguy cơ nổi loạn tiềm tàng, đặc biệt là ở vùng Thanh Nghệ, nơi người dân không sẵn sàng chấp nhận sự cai trị của nhà Minh như dân chúng vùng Kinh lộ.
Năm 1418, Lê Lợi dấy binh ở Lam Sơn, Thanh Hóa. Vào thời kỳ đầu, nghĩa quân Lam Sơn chỉ là một lực lượng nhỏ mang tính địa phương, hoạt động chủ yếu ở vùng núi phía tây Thanh Hóa. Do Lam Sơn có vị trí kề cận thành Tây Đô – một trong hai tòa thành lớn nhất Giao Chỉ và một cứ điểm đóng quân quan trọng của người Minh, nên ngay từ buổi đầu, nghĩa quân đã trở thành mục tiêu tấn công của lực lượng nhà Minh đồn trú tại đây. Do thế lực còn yếu và tình trạng thiếu lương thực diễn ra thường xuyên, nghĩa quân Lam Sơn thường chỉ chống cự yếu ớt trước các đợt truy quét của quân Minh, nhiều lần rơi vào hiểm cảnh buộc phải chạy về núi Chí Linh cầm cự. Trước tình thế hiểm nghèo, Lê Lợi buộc phải xin cầu hòa người Minh vào năm 1422.
Năm 1423, sau thời gian hòa hoãn ngắn ngũi, Lê Lợi quyết định vào Nghệ An để xây dựng lực lượng. Tại Nghệ An, nghĩa quân Lam Sơn nhận được sự hưởng ứng nhiệt liệt từ dân chúng. Sau khi củng cố thực lực, nghĩa quân giành nhiều thắng lợi quan trọng trước quân Minh, qua đó từng bước chiếm thế chủ động. Đến đầu năm 1426, phần lớn vùng đất từ Thanh Hóa trở vào đến Tân Bình, Thuận Hóa đều rơi vào tay quân Lam Sơn, ngoại trừ một số khu vực đơn lẻ như thành Thanh Hóa, Nghệ An và Diễn Châu vẫn được quân Minh cố thủ, nằm chơ vơ như "những hòn đảo giữa biển cả".

## Khúc dạo đầu

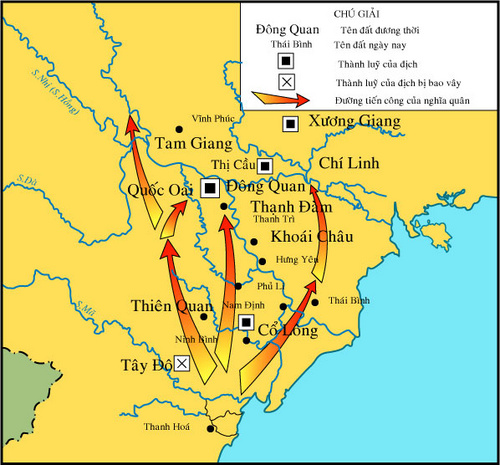
Các hướng tiến quân ra Bắc của quân Lam Sơn

Tháng 4 năm 1426, trước tình hình bất lợi ở Giao Chỉ, triều đình nhà Minh chuẩn bị hai đạo viện binh sang cứu nguy: một đạo do Vương Thông, Mã Anh chỉ huy tiến sang theo đường Quảng Tây, một đạo do Vương An Lão chỉ huy tiến sang theo đường Vân Nam. Mệnh lệnh được phát ra song lực lượng cứu viện cần thời gian để tập hợp và cần tới 6 tháng để đến nơi. Trong thời gian đó, Lê Lợi nhận định rằng tinh binh của quân Minh tập trung ở Nghệ An, các thành vùng Trung châu tất suy yếu. Tháng 8 năm đó, ông chia quân cho các tướng làm 3 cánh tiến ra Bắc. Cuộc Bắc tiến này không phải một cuộc tổng tấn công, mà chỉ nhằm mở rộng phạm vi hoạt động của nghĩa quân, tiêu hao sinh lực đối phương để chuẩn bị cho những trận chiến quyết định sau này.
Cánh quân thứ nhất do Phạm Văn Xảo, Lý Triện, Trịnh Khả và Đỗ Bí chỉ huy gồm 3.000 quân, 1 thớt voi chiến men theo đường Thiên Quan đến Tuyên Quang. Cánh này có nhiệm vụ uy hiếp thành Đông Quan từ phía Tây, đồng thời chặn viện binh đối phương từ Vân Nam. Cánh thứ hai gồm 4.000 quân và 2 thớt voi chiến Lưu Nhân Chú và Bùi Bị chỉ huy ra Thiên Trường, Kiến Xương chiếm cửa sông Hồng để ngăn quân Minh rút từ Nghệ An về theo đường thủy rồi sau tiến lên Khoái Châu, Bắc Giang, Lạng Giang để chặn viện binh từ Quảng Tây tới. Cánh thứ ba gồm 2.000 quân do Đinh Lễ, Nguyễn Xí tiến sau để "phô trương thanh thế". Nhờ dân chúng nhiệt thành giúp sức, quân Lam Sơn dù có quân số tương đối nhỏ vẫn hoạt động được rộng khắp vùng đồng bằng, trung và thượng du phía Bắc Việt Nam.
Ngày 12 tháng 10, cánh quân Phạm Văn Xảo và Lý Triện áp sát thành Đông Quan từ phía tây nam. Cho rằng quân Lam Sơn mới từ xa tới, quân Minh xuất thành, tiến hành phản công ở Ninh Kiều, song bị đẩy lui, chịu tổn thất tới hơn 2.000 người. Sau thắng lợi này, cánh quân Lam Sơn này chia làm hai, Phạm Văn Xảo và Trịnh Khả đi ngược sông Hồng lên Tam Đới để cắt đứt đường viện binh của quân Minh từ Vân Nam, trong khi Lý Triện, Đỗ Bí cùng số binh lính còn lại đóng ở phía tây sông Đáy. Hoạt động của cánh quân Lưu Nhân Chú và Bùi Bị không được sử sách ghi chép lại, song nhiệm vụ của họ có thể đã thất bại khi hai tướng Minh là Lý An, Phương Chính đã từ Nghệ An vượt biển rút về Đông Quan thành công. Ngày 20 tháng 10, cánh quân do Phạm Văn Xảo, Trịnh Khả chỉ huy đánh bại 10.000 viện binh quân Minh dưới trướng Vương An Lão từ Vân Nam. Quân Minh tổn thất hơn nghìn người, chết đuối rất nhiều, số còn lại tháo chạy vào thành Tam Giang cố thủ. Cùng ngày, Lý Triện cũng đánh bại một đợt xuất kích của quân Minh tại Nhân Mục, bắt sống Đô ty Vi Lượng.

## Tương quan lực lượng

### Quân Minh

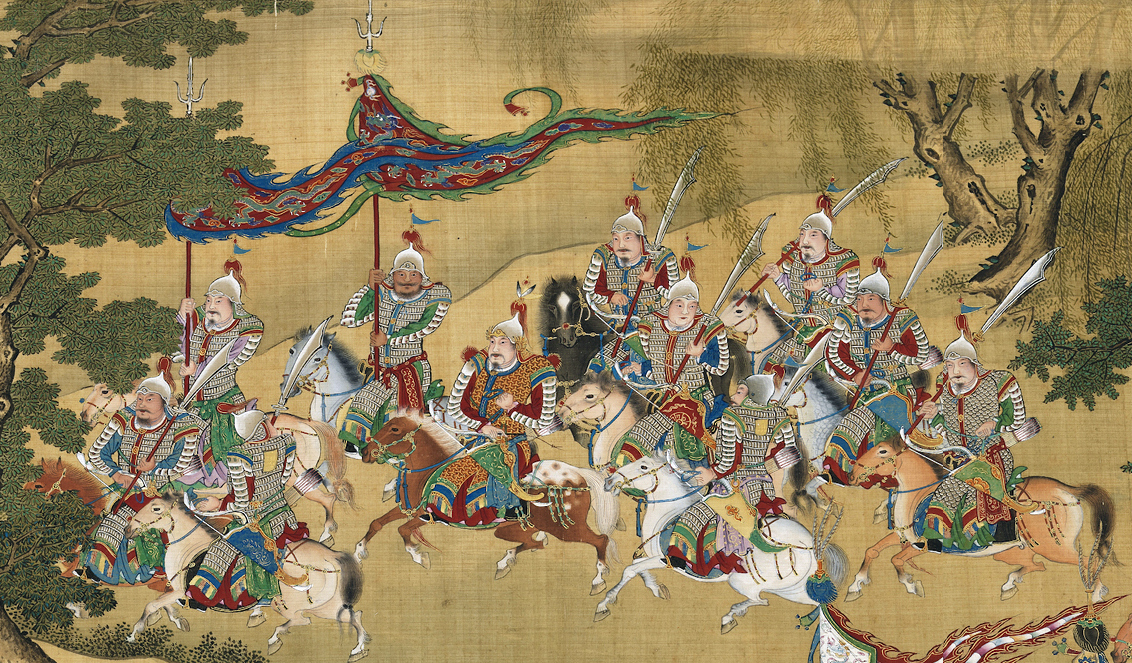
Kỵ binh nhà Minh, trích xuất từ họa phẩm Xuất cảnh đồ (出警圖) được thực hiện dưới thời Minh Thần Tông

Theo Đại Việt sử ký toàn thư, lực lượng viện binh của Vương Thông, Mã Anh là khoảng 50.000 người và 5.000 thớt ngựa, sau khi kết hợp với lực lượng sẵn có ở Đông Quan thì có tổng cộng 100.000 người. Tuy nhiên theo Minh thực lục, quân Minh có tổng cộng 54.000 người, bao gồm 30.000 có sẵn ở Đông Quan và 25.000 viện binh, do đó con số 50.000 viện binh Vương Thông đưa sang mà Toàn thư ghi nhận có lẽ bao gồm cả lực lượng tác chiến lẫn số phu vận chuyển.
Sử liệu nhà Minh cũng cung cấp một cái nhìn chi tiết hơn về lực lượng tăng viện của Vương Thông. Theo đó, lực lượng này bao gồm 1.000 lính hộ vệ của Sở vương  và Thục vương. Ngoài ra, các tỉnh Phúc Kiến, Quảng Đông, Vân Nam, Quý Châu, Tứ Xuyên, Hồ Quảng và Nam Trực Lệ cũng đóng góp thêm 15.000 quân; các phủ Tư Minh, Điền Châu thuộc Quảng Tây cũng được lệnh tuyển 3.000 thổ binh bắn nỏ. Khi Vương Thông đến Giao Chỉ, triều đình nhà Minh phát thêm lệnh mộ thêm 30.000 thổ binh bổ sung. Ngoài ra, lực lượng Thần Cơ doanh ở Giao Chỉ cũng được bổ sung thêm 510 lính.
Ngày 31 tháng 10 năm 1426, Vương Thông tiến vào thành Đông Quan, tiếp nhận quyền chỉ huy toàn bộ lực lượng Đại Minh ở Giao Chỉ. Như vậy, vào lúc bấy giờ, quân Minh dưới trướng Vương Thông bao gồm đạo quân viễn chinh do chính ông mới đem sang, quân vệ sở dưới trướng Trần Trí đồn trú ở Đông Quan, quân của Lý An, Phương Chính mới rút về từ Nghệ An và một số lượng đáng kể thổ binh mới tuyển mộ. Tuy nhiên, do Đông Quan là căn cứ trọng yếu nhất của nhà Minh tại miền Bắc Giao Chỉ, Vương Thông không thể dốc hết toàn bộ lực lượng có trong tay đi đánh mà phải phân phối một lực lượng cần thiết để giữ thành. Theo các nhà nghiên cứu Nguyễn Văn Dị và Văn Lang, lực lượng nhà Minh tham gia chiến dịch ước tính vào khoảng bốn phần năm tổng lực lượng có mặt tại Đông Quan.

### Quân Lam Sơn

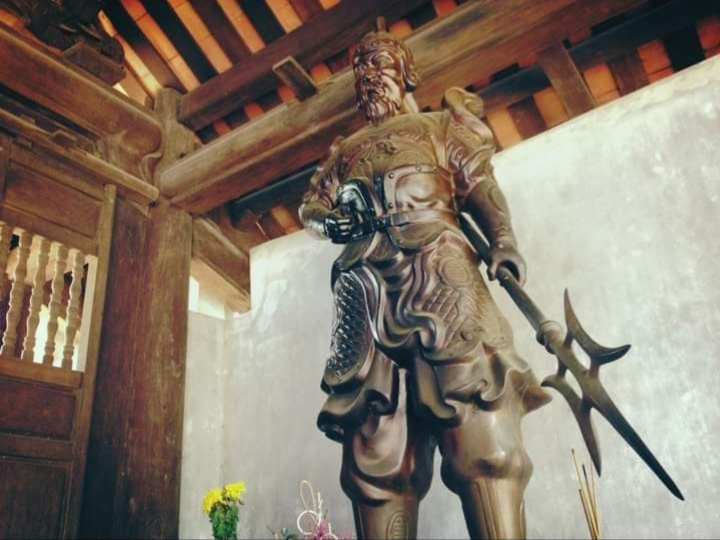
Tượng tướng Nguyễn Xí cầm phương thiên họa kích tại đền thờ ở huyện Nghi Lộc, tỉnh Nghệ An

Ngoại trừ cánh quân phía Đông của Lưu Nhân Chú và Bùi Bị, và cánh quân của Phạm Văn Xảo và Trịnh Khả không kịp hội quân để tham chiến, quân Lam Sơn bao gồm 2.000 quân của Lý Triện, Đỗ Bí và 3.000 quân tăng viện của Đinh Lễ, Nguyễn Xí, tổng cộng khoảng 5.000 người. Theo cách mô tả của Toàn thư, con số này chỉ bao gồm "quân tinh nhuệ" từ Thanh Hóa.
Các tác phẩm như Chí Linh sơn phú của Nguyễn Trãi hay Toàn thư đều đề cập tới sự ủng hộ mạnh mẽ của dân chúng dành cho nghĩa quân Lam Sơn. Tại một số ngôi làng xung quanh vùng Tốt Động và Chúc Động vẫn còn lưu giữ những ngọc phả đề cập đến việc dân binh tham gia hỗ trợ nghĩa quân. Qua đó một số nhà nghiên cứu Việt Nam đã đưa ra lời khẳng định rằng sức mạnh của nghĩa quân Lam Sơn đã được tăng cường thêm đáng kể trước thềm trận đánh. Từ đó suy ra, số quân Lam Sơn tham gia chiến dịch Tốt Động – Chúc Động ước tính là vào khoảng 10.000 người.

## Địa điểm
Địa điểm diễn ra trận đánh là tại Tốt Động và Chúc Động, đều thuộc địa bàn huyện Chương Mỹ, Hà Nội ngày nay. Cánh đồng Tốt Động là một đồng chiêm trũng, lầy lội. Nơi đây cùng với Thiên Quan, Chương Đức, Ninh Kiều và Nhân Mục đều nằm trên tuyến đường bộ từ Nghệ An, Thanh Hóa ra Đông Quan. Đây là tuyến đường ngắn nhất và tốt nhất thời điểm đó. Lê Quý Đôn trong Kiến văn tiểu lục có mô tả:
Xã Tốt Động, huyện Mỹ Lương, ruộng phẳng dân đông […] ở đấy có đường cái rộng chừng hai trượng, là đường vào Thanh Hóa của triều trước, người ta nói đi đường này rất vắn tắt và gần, nhưng nay đường núi đã bế tắc không đi được nữa.

Chúc Động nay là thị trấn Chúc Sơn, huyện lỵ huyện Chương Mỹ, nằm cách Tốt Động khoảng 5–6 km về phía đông bắc và ở ngay phía tây Ninh Kiều. Cả hai con đường từ Ninh Kiều đến Cao Bộ đều phải đi qua vùng Chúc Động.

## Diễn biến

### Đụng độ ở Tam La và Cổ Sở
Ngày 5 tháng 11 năm 1426, Vương Thông chia quân làm 3 đạo, mỗi đạo cách nhau khoảng từ 10 đến 15 km theo đường chim bay. Đích thân Vương Thông dẫn một đạo từ thành Đông Quan theo cầu Tây Dương (Cầu Giấy) tiến binh ra Cổ Sở; Phương Chính theo cầu Yên Quyết tiến ra Sa Đôi; Mã Kỳ và Sơn Thọ theo cầu Nhân Mục tiến ra Thanh Oai. Về phía quân Lam Sơn, Lý Triện và Đỗ Bí bấy giờ đóng về phía nam, gần cánh Mã Kỳ nhất. Sau khi mai phục sẵn tại đồng Cổ Lãm, quân Lam Sơn tung một lực lượng nhỏ ra khiêu chiến rồi giả vờ rút lui để dụ đối phương. Hăm hở truy đuổi, quân Minh tiến thẳng vào trận địa mai phục ở khu vực ruộng nước ở Tam La. Nhân lúc quân Minh bị mắc kẹt trong bùn lầy, quân mai phục của nghĩa quân lập tức xông ra đánh thọc sườn. Bị mắc kẹt, quân Minh mất khả năng chống đỡ, chỉ còn cách cố gắng tháo chạy theo đường cũ và bị đuổi đánh đến tận cầu Nhân Mục. Lý Triện dự định sẽ đánh tập hậu cánh quân của Phương Chính, nhưng vì Chính đã rút về phía Cổ Sở hội binh với Vương Thông và trời đã tối nên nghĩa quân đóng lại nghỉ đêm.
Thất bại ở Tam La khiến kế hoạch ba mũi tiến công của quân Minh phá sản, buộc Vương Thông phải thay đổi kế hoạch tác chiến và không còn khinh địch như trước. Ông ra lệnh canh phòng cẩn mật và bố trí quân mai phục nhằm đề phòng quân Lam Sơn tập kích. Ngày 6 tháng 11 năm 1426, cánh quân của Lý Triện, Đỗ Bí tiến hành tập kích doanh trại ngoại vi của quân Minh ở bến Cổ Sở. Lý Triện đưa ra quyết định liều lĩnh khi tung con voi chiến duy nhất của mình xông thẳng vào trại đối phương. Quân Minh do có đề phòng trước nên đã đan tre làm lá chắn, bên trong gài chông sắt, giả cách vứt lá chắn bỏ chạy khiến voi của quân Lam Sơn giẫm lên và bị vô hiệu hóa. Cuộc tập kích thất bại, nghĩa quân buộc phải phá dỡ doanh trại, chạy về giữ nơi hiểm yếu.

### Kế hoạch mới của hai bên
Nhân đà thắng lợi, Vương Thông dự định lợi dùng sự áp đảo về mặt quân số để phát động tấn công vào doanh trại quân Lam Sơn ở Ninh Kiều, nhưng khi tiến quân đến nơi mới biết Lý Triện, Đỗ Bí đã phá hủy doanh trại ở đây để rút quân về giữ Cao Bộ. Trước tình hình trên, Vương Thông buộc phải đóng quân tạm thời ở phía đông Ninh Kiều. Không nắm bắt được hành tung của quân Lam Sơn, quân Minh đang trong thế chủ động tấn công bị đặt vào thế bị động. Tham tán quân vụ Trần Hiệp cùng nhiều người khác quan sát thấy địa thế khu vực Ninh Kiều hiểm trở, lo ngại có mai phục, bèn khuyên Vương Thông nên cho trinh sát đi dò xét trước. Vương Thông, tự tin vì nắm trong tay binh lực áp đảo đối phương, vẫn hạ quyết tâm truy đuổi quân Lam Sơn bất chấp sự can ngăn của thuộc hạ.
Trong khi chuẩn bị cho trận chiến, quân Lam Sơn bắt được lính do thám của quân Minh, qua đó nắm được kế hoạch của đối phương. Theo đó, để chuẩn bị tiến đánh Cao Bộ, Vương Thông chia lực lượng làm hai đạo chính binh và kỳ binh. Đích thân Vương Thông chỉ huy chính binh sẽ vượt sông Đáy tại Ninh Kiều để tiến thẳng tới Cao Bộ. Đạo kỳ binh bao gồm kỵ binh và pháo binh cũng bí mật vượt sông Đáy, đi đường vòng qua Tốt Động, Yên Duyệt và từ phía sau nổ pháo nhằm đánh lạc hướng quân Lam Sơn. Đạo chính binh sau khi nghe pháo hiệu sẽ cùng đạo kỳ binh từ hai mặt giáp công. Dựa vào những thông tin khai thác được từ gián điệp đối phương cùng với lợi thế về mặt địa hình, các tướng Lam Sơn dự liệu quân Minh sẽ tập trung chủ yếu trên cung đường nhỏ hẹp, bởi hai bên là ruộng lúa nước. Họ quyết định bố trí hai trận địa mai phục tại Tốt Động và Chúc Động, áp dụng chiến thuật chia cắt tương tự quân Phần Lan trong Chiến tranh Mùa đông hơn 500 năm sau đó.

### Quân Minh sa bẫy ở Tốt Động – Chúc Động

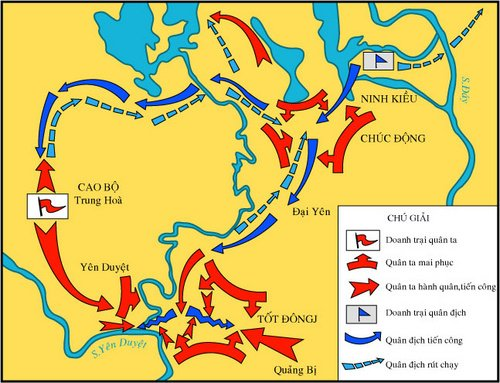
Các hướng tiến quân của nghĩa quân Lam Sơn (đỏ) và quân Minh (lam) trong chiến dịch Tốt Động – Chúc Động

Sáng sớm ngày 7 tháng 11 năm 1426, quân Minh chia làm hai đạo tiến đánh doanh trại quân Lam Sơn từ hai hướng theo kế hoạch. Khi đạo chính binh do Vương Thông chỉ huy đến Tốt Động, quân Lam Sơn chủ động bắn pháo để nhử đối phương vào bẫy. Nghe tiếng pháo nổ, Vương Thông lầm tưởng đây là pháo hiệu của đạo kỳ binh. Ngoài ra, do không thấy bất kỳ động tĩnh gì – vì Đinh Lễ và Lý Triện hạ lệnh cho binh sĩ nghe tiếng pháo vẫn nằm im – Vương Thông cho rằng xung quanh không có địch và hạ lệnh tiếp tục tiến công.
Khi tiền quân Vương Thông lọt vào giữa trận địa mai phục ở Tốt Động, quân Lam Sơn ở các vị trí đồng loạt xông ra tấn công từ nhiều hướng. Do trời mưa nên cánh đồng và đường xá tại Tốt Động vốn bùn lầy càng trở nên lầy lội hơn, khiến quân Minh bị mắc kẹt giữa ruộng. Bị tấn công bất ngờ trong điều kiện thời tiết và địa hình bất lợi, các đơn vị kỵ binh và bộ binh quân Minh sa lầy, mất khả năng chiến đấu. Tại Chúc Động, hậu quân Vương Thông lúc bấy giờ vừa mới vượt sông Đáy thì bị phục binh tấn công và bị tiêu diệt.
Đạo kỳ binh quân Minh vốn có nhiệm vụ đi đường tắt đến Cao Bộ để nổ pháo đánh lạc hướng quân Lam Sơn, nhưng bất ngờ khi nghe tiếng pháo nổ. Sau khi nhận được tin đạo quân chủ lực của Vương Thông đã bị tiêu diệt, đạo kỳ binh quân Minh liền tìm cách rút lui về Đông Quan trong hỗn loạn. Toàn bộ quân Minh rút lui qua đường Chúc Động đều bị nghĩa quân Lam Sơn chặn đánh quyết liệt. Tham tán quân vụ Trần Hiệp và nội quan Lý Lượng thiệt mạng, bản thân Vương Thông bị thương nặng, cùng Mã Kỳ mở được đường máu qua Ninh Kiều chạy về Đông Quan. Một bộ phận quân Minh theo Phương Chính tháo chạy lên bến Cổ Sở và về được Đông Quan.
Theo số liệu từ các bộ chính sử Việt như Đại Việt sử ký toàn thư hay Lam Sơn thực lục, khoảng hơn 50.000 quân Minh bị giết, 10.000 bị bắt và "vô số" khác chết đuối khi cố gắng vượt sông chạy về thành Đông Quan. Ngược lại, các tài liệu Trung Quốc như Minh sử và Minh thực lục đưa ra con số khiêm tốn hơn với khoảng 20–30.000 quân bị giết. Về khác biệt trong số liệu của hai bên, sử gia Phan Huy Lê cho rằng các sử quan nhà Minh, nhà Thanh tuy khẳng định quân Minh đại bại tại Tốt Động – Chúc Động, nhưng cũng cố gắng giảm nhẹ mức độ nghiêm trọng của thất bại này.

## Kết quả

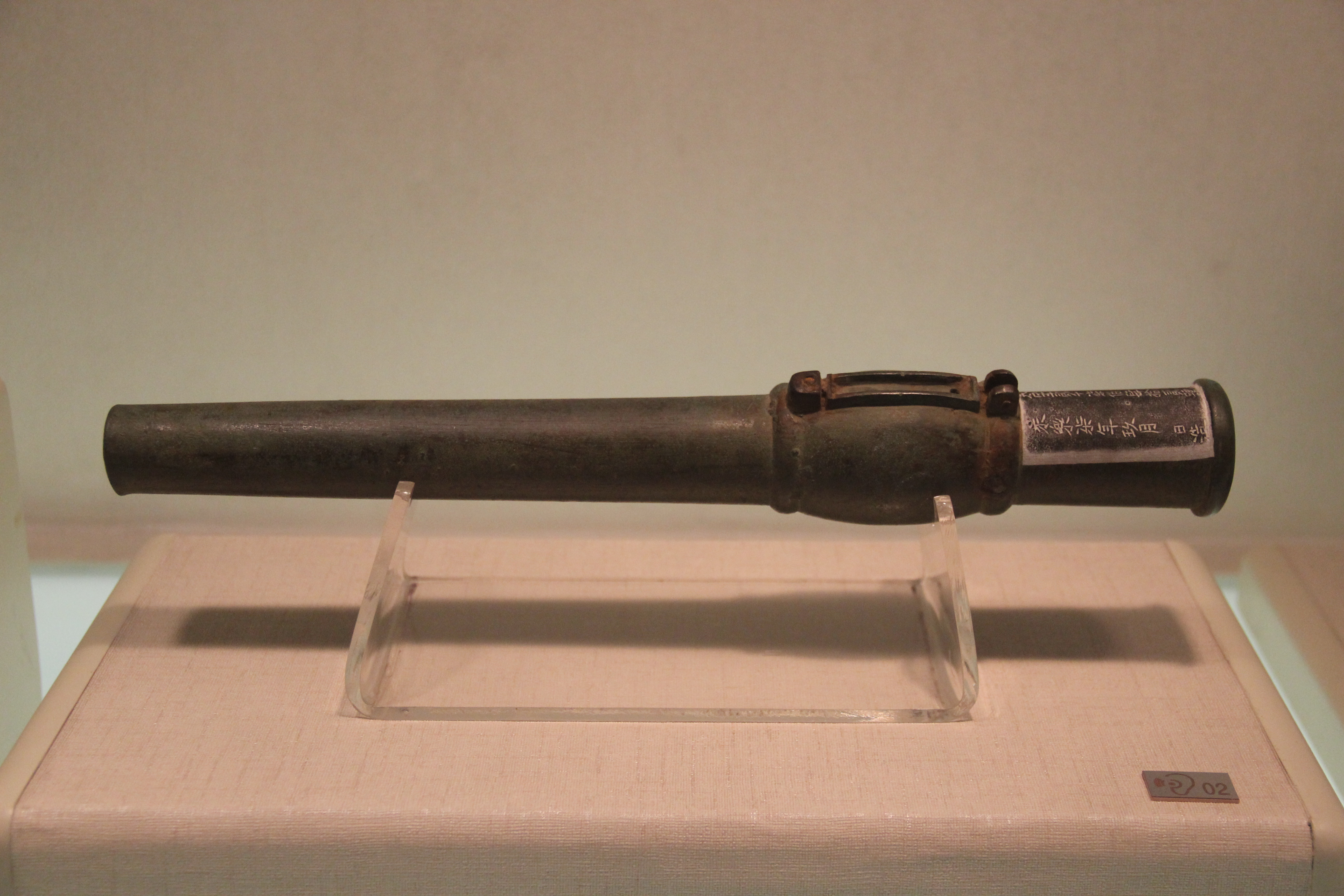
Hỏa súng niên hiệu Vĩnh Lạc của nhà Minh. Việc đánh mất số lượng lớn hỏa khí vào tay nghĩa quân Lam Sơn khiến quân Minh dần đánh mất lợi thế về mặt công nghệ

Chiến thắng tại Tốt Động – Chúc Động là bước ngoặt quyết định trong cuộc chiến chống Minh của nghĩa quân Lam Sơn, khi nó đem về cho họ sự ủng hộ của các xứ Trung châu và đẩy quân Minh vào thế bị động cố thủ trong các thành. Ngay sau khi nhận được tin thắng trận, Lê Lợi liền từ vùng Thanh Nghệ cấp tốc tiến quân ra bắc thu phục các châu huyện và chuẩn bị bao vây thành Đông Quan. Bộ máy hành chính của nhà Minh tại Giao Chỉ sụp đổ, chỉ còn tại một số thành trì, giúp Lê Lợi có thể tự do huy động nguồn lực tại chỗ vào việc vây hãm và chuẩn bị đối phó với lực lượng tăng viện từ phương Bắc sang.
Sau trận chiến, quân Lam Sơn thu thập được vô số ngựa, quân tư, khí giới và xe cộ. Ngược lại, do tổn thất về mặt khí tài quá lớn, Vương Thông buộc phải phá chuông Quy Điền và vạc Phổ Minh – hai trong số bốn An Nam tứ đại khí – để làm đạn dược và vũ khí. Bên cạnh những khí giới thu thập được, hàng binh và tù binh giúp quân Lam Sơn tiếp thu thêm công nghệ quân sự của người Minh. Đầu năm 1427, nghĩa quân Lam Sơn đã chế tạo thành công các loại vũ khí công thành như Tương Dương pháo (máy bắn đá trọng lực), Phi mã xa, Lã Công xa cũng như các loại hỏa pháo, hỏa thương, hỏa tiễn khác. Theo thời gian, khoảng cách về mặt công nghệ giữa hai bên dần thu hẹp. Bằng cách sử dụng công nghệ người Minh để đánh người Minh, những loại vũ khí thu thập được hoặc mới chế tạo đều có đóng góp không nhỏ trong những chiến thắng trong tương lai của quân Lam Sơn.

## Tưởng niệm

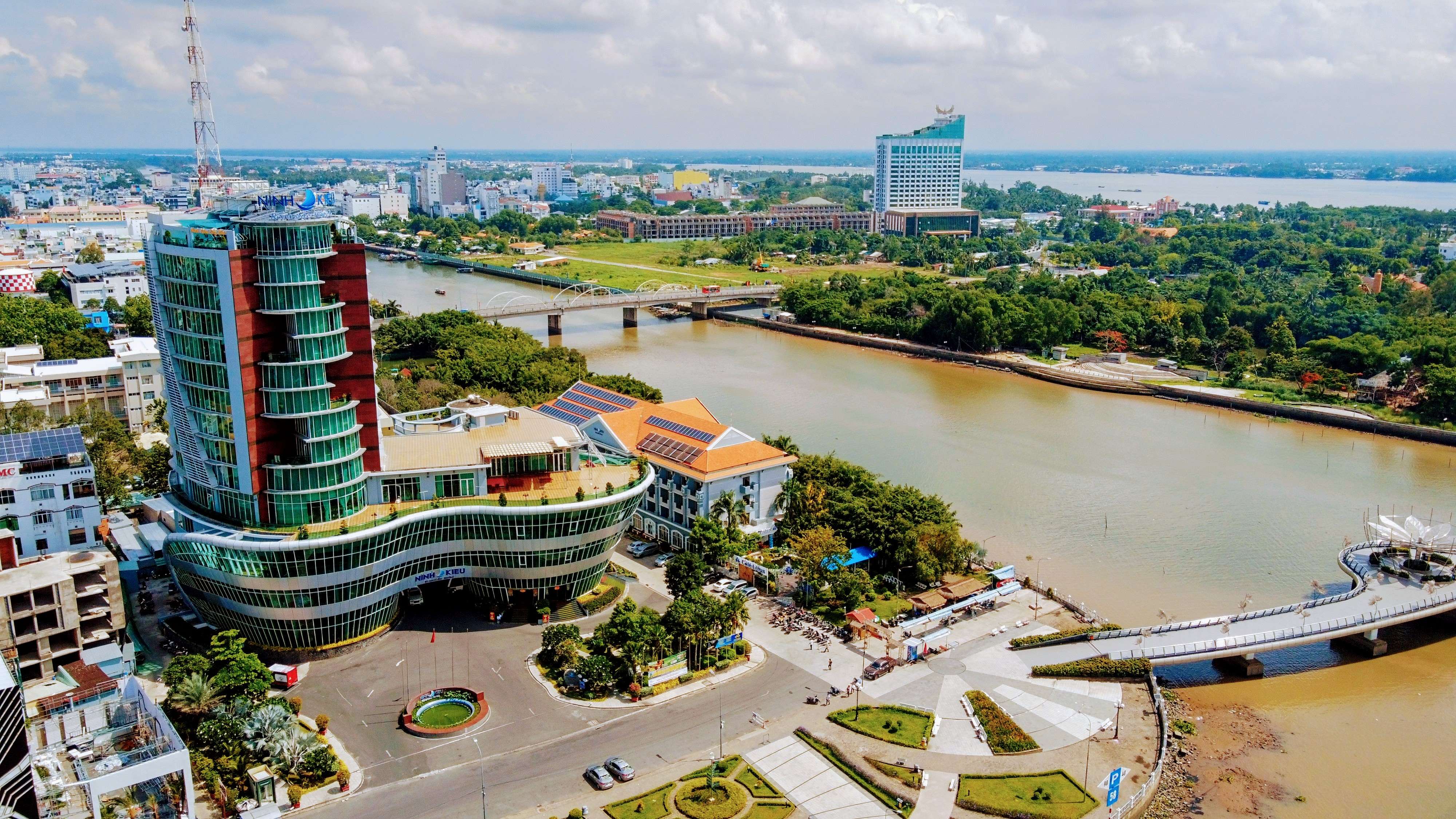
Bến Ninh Kiều bên bờ sông Hậu thuộc quận Ninh Kiều, Cần Thơ.

Tại huyện Chương Mỹ, Thành phố Hà Nội ngày nay vẫn còn tồn tại nhiều di tích lịch sử tưởng niệm trận đánh, nhưng phần lớn trong số đó đang dần rơi vào quên lãng và xuống cấp trầm trọng. Quần thể di tích xã Tốt Động có hai ngôi đình Thành hoàng, bao gồm Quán Bến thờ Đỗ Bí và Quán Đừn thờ Lê Ngân. Tại quán Bến có phiến đá trắng đánh dấu vị trị "cánh đồng lầy thụt sâu nhất trận địa, […] dồn ép giặc Minh xuống để tiêu diệt…". Ngoài ra, xã còn có Đình Tốt Động được xây dựng từ thế kỷ 15, là nơi tổ chức lễ hội làng thường niên, được Bộ Văn hóa Việt Nam xếp hạng và công nhận Di tích cấp quốc gia từ năm 1985. Tuy ngôi đình này từng được Thành phố Hà Nội đầu tư hơn 20 tỷ đồng để trùng tu vào năm 2013 nhưng tính đến năm 2014, công việc tu sửa đã bị tạm dừng do thiếu kinh phí, khiến tình trạng của nó như "nơi bỏ hoang" để người dân chăn thả trâu, bò tự do. Cách đình Tốt Động khoảng 700 mét về hướng Đông Bắc là Dinh Nhà Mồ – nơi tập kết thi hài quân Minh tử trận.
Một số địa danh khác tại Việt Nam cũng đã được đặt tên theo các trận đánh trong trong chiến dịch Tốt Động – Chúc Động nhằm vinh danh chiến thắng của nghĩa quân Lam Sơn, trong đó có đường Tốt Động ở quận Liên Chiểu, Thành phố Đà Nẵng và Bến Ninh Kiều lẫn quận Ninh Kiều – quận trung tâm của Thành phố Cần Thơ.

### Ấn phẩm
- Anderson, James A. (2020). "The Ming Invasion of Vietnam, 1407–1427". Trong Haggard, Stephan; Kang, David C. (biên tập). East Asia in the World: Twelve Events That Shaped the Modern International Order (bằng tiếng Anh). Cambridge: Cambridge University Press. ISBN 978-1-108-47987-5.
- Bellamy, Christopher (2015). The Evolution of Modern Land Warfare: Theory and Practice (bằng tiếng Anh). Luân Đôn: Routledge. ISBN 978-1-317-41960-0.
- Gunn, Geoffrey C. (2011). History Without Borders: The Making of an Asian World Region, 1000-1800 (bằng tiếng Anh). Hồng Kông, Luân Đôn: Hong Kong University Press. ISBN 978-988-8083-34-3.
- Kiernan, Ben (2017). Việt Nam: A History from Earliest Times to the Present (bằng tiếng Anh). New York: Oxford University Press. ISBN 978-0-19-516076-5.
- Nguyễn Lương Bích (1973). Nguyễn Viết Nhâm (biên tập). Nguyễn Trãi đánh giặc cứu nước. Hà Nội: Nhà xuất bản Quân đội nhân dân. OCLC 56067595.
- Nguyễn Văn Dị; Văn Lang (tháng 11 năm 1963). "Nghiên cứu về chiến dịch Tốt-Động - Chúc-Động". Tạp chí Nghiên cứu Lịch sử. số 56. Hà Nội: Viện Khoa học Xã hội Việt Nam. tr. 24–31. ISSN 0866-7497.
- Phan Huy Lê (tháng 4 năm 1969). "Chiến dịch Tốt Động – Chúc Động, một chiến thắng oanh liệt của nghĩa quân Lam Sơn". Tạp chí Nghiên cứu Lịch sử. số 121. Hà Nội: Viện Khoa học Xã hội Việt Nam. tr. 3–26.
- Phan Huy Lê (tháng 6 năm 1984). "Lê Lợi (1385–1433): Sự nghiệp cứu nước và dựng nước". Tạp chí Nghiên cứu Lịch sử. số 219. Hà Nội: Viện Khoa học Xã hội Việt Nam. tr. 1–12, 47.
- Taylor, K. W. (2013). A History of the Vietnamese (bằng tiếng Anh). Cambridge: Cambridge University Press. ISBN 978-1-107-24435-1.
- Trần Trọng Kim (1951). Việt Nam sử lược. Hà Nội: Nhà xuất bản Tân Việt.
- Tôn Lai Thần (2006). "Chinese Gunpowder Technology and Đại Việt, ca. 1390–1497". Trong Tran, Tuyet Nhung; Reid, Anthony (biên tập). Việt Nam: Borderless histories (bằng tiếng Anh). Toronto và Singapore: University of Wisconsin Press. ISBN 978-0-299-21773-0.
- Yamamoto Tatsurō (2020) [1950]. 安南史研究Ⅰ：元明两朝的安南征略 [An Nam sử nghiên cứu I: Chiến dịch An Nam thời Nguyên–Minh] (bằng tiếng Trung). Lý Thu Diễm (李秋艳) biên dịch. Bắc Kinh: Thương vụ ấn thư quán. ISBN 978-7-100-16790-1.

### Trực tuyến
- Biên Thùy (ngày 13 tháng 4 năm 2012). "Về Tốt Động thăm ngôi đình thiêng". Công Lý. Tòa án nhân dân tối cao. Lưu trữ bản gốc ngày 19 tháng 6 năm 2024. Truy cập ngày 19 tháng 6 năm 2024.
- Chí Phan (ngày 11 tháng 9 năm 2014). "Quần thể di tích Tốt Động: Một số di tích bị lãng quên". Quân đội nhân dân. Tổng cục Chính trị, Bộ Quốc phòng. Lưu trữ bản gốc ngày 19 tháng 6 năm 2024. Truy cập ngày 19 tháng 6 năm 2024.
- Giang Thơ (ngày 14 tháng 9 năm 2010). "Đừng quên Tốt Động". Hànộimới. Thành ủy Hà Nội. Lưu trữ bản gốc ngày 19 tháng 6 năm 2024. Truy cập ngày 19 tháng 6 năm 2024.
- Huyền Văn (ngày 1 tháng 2 năm 2022). ""Đưa anh qua bến Ninh Kiều"". Báo Xây dựng. Lưu trữ bản gốc ngày 19 tháng 6 năm 2024. Truy cập ngày 19 tháng 6 năm 2024.
- Lê Gia Lộc (ngày 14 tháng 12 năm 2013). "Hồ sơ tên đường Tốt Động – Chúc Động". Báo Đà Nẵng. Thành ủy Đà Nẵng. Lưu trữ bản gốc ngày 19 tháng 6 năm 2024. Truy cập ngày 19 tháng 6 năm 2024.
- Trần Chiến (ngày 19 tháng 6 năm 2021). "Tốt Động - Vùng đất cổ (kỳ 1): Sông Bùi chảy chậm". Thể thao & Văn hóa. Thông tấn xã Việt Nam. Lưu trữ bản gốc ngày 19 tháng 6 năm 2024. Truy cập ngày 19 tháng 6 năm 2024.